# Cape Saint Cricq
Cape Saint Cricq är en udde i Australien. Den ligger i delstaten Western Australia, omkring 790 kilometer norr om delstatshuvudstaden Perth.
Trakten är glest befolkad. Det finns inga samhällen i närheten.